# Krušče
Krušče so naselje v Občini Cerknica.